# آل جحزر (مكيراس)

تعديل مصدري - تعديل

ال جحزر هي إحدى قرى عزلة مكيراس بمديرية مكيراس التابعة لمحافظة البيضاء، بلغ تعداد سكانها 50 نسمة حسب تعداد اليمن لعام 2004.